# Vuontisjärvi (sjö i Enontekis, Lappland, Finland, lat 68,43 long 23,98)
Vuontisjärvi är en sjö i Finland. Den ligger i kommunen Enontekis i landskapet Lappland, i den norra delen av landet, 900 km norr om huvudstaden Helsingfors. Vuontisjärvi finns vid byn med samma namn och intill regionalväg 956. Den ligger 304,6 meter över havet, arean är 92,5 hektar och strandlinjen är 6,52 kilometer lång. Sjön  ingår i Kemi älvs huvudavrinningsområde. 
År 1861 sänktes Vuontisjärvi och fick även ett nytt utlopp. Orsaken var ett odlingsprojekt initierat av bonden Rova-Niku i byn Vuontisjärvi, som ligger vid sjön. Projektet innebar att vatten skulle ledas från en kanal över slåtterängar på Kurkkiomyren söder om sjön. Till följd av högt vattenstånd i sjön kom emellertid mer vatten än avsett att forsa ut genom kanalen, så att vattnet från myren sökte sig vidare till den lilla bäcken Markkajoki, som rinner ned till den större Ounasjoki, och grävde ut en ny fåra. Detta blev sjöns nya utlopp och den gamla fåran (därefter kallad Vanhajoki) övergavs. Det har sagts att Ounasjokis vatten förblev så grumligt under tre år efter avtappningen att laxen inte gick upp. Sjöns yta sänktes också betydligt, vilket fick följder för både fiske, åkerbruk och ängsbruk i byn Vuontisjärvi.